# Citronan sodný
Jako citronan sodný (též citran sodný nebo citrát sodný) se obvykle označuje sůl kyseliny citronové se třemi sodíkovými atomy v molekule (citronan (tri)sodný, C6H5Na3O7), ale může znamenat obecně kteroukoli ze sodných solí kyseliny citronové:
- citronan sodný C6H5Na3O7
- hydrogencitronan sodný C6H6Na2O7
- dihydrogencitronan sodný C6H7NaO7

## Využití
Citrát sodný je obvyklou součástí většiny konzervačních a antikoagulačních roztoků používaných v lékařství pro uchovávání krve (např. při darování krve).
Také se používá pro zabránění hemokoagulace v podmínkách in vitro nebo „pro antikoagulaci plné krve v rámci hemodialýzy nebo pro terapii FPSA (frakcionovaná plazmatická separace a adsorpce).“
V malých dávkách není citrát sodný nebezpečný, ale ve větším množství může být toxický.
Jako regulátor kyselosti se citrát sodný používá v některých limonádách nebo ochucených pivech. V potravinářství má označení E331.